# Ugróhangya

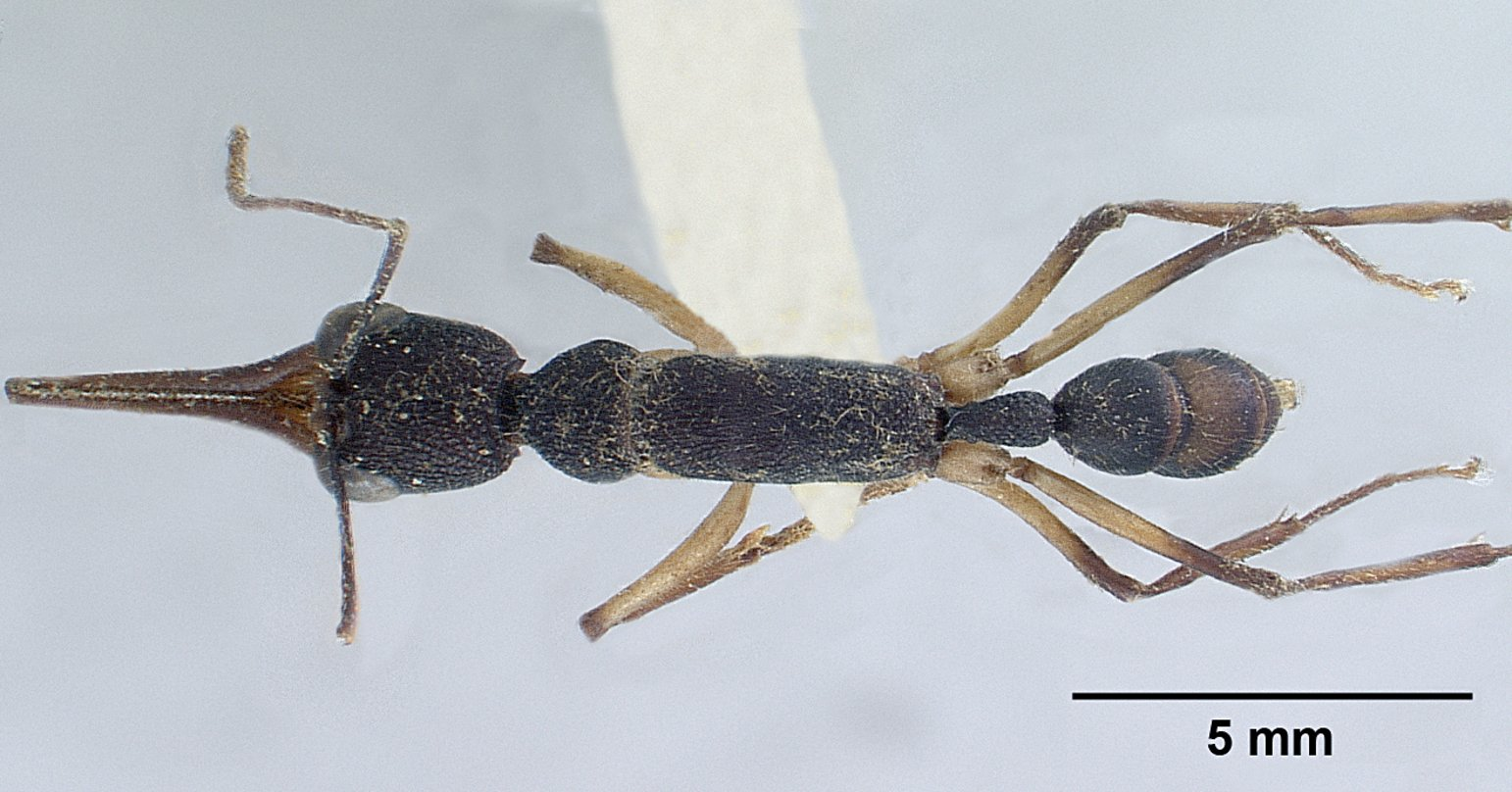
Fekete ugróhangya (Harpegnathos venator) fölülnézetben

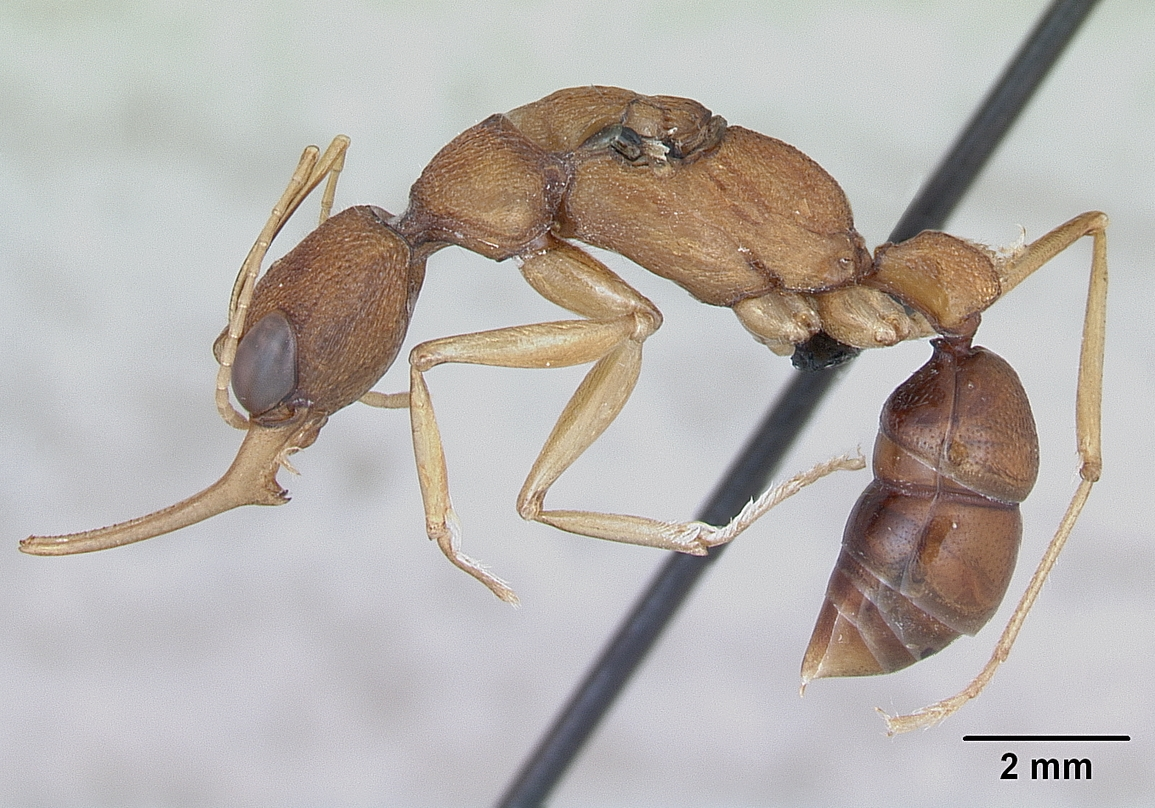
Indiai ugróhangya (Harpegnathos saltator) oldalnézetben

Az ugróhangya (Harpegnathos) a hártyásszárnyúak (Hymenoptera) fullánkosdarázs-alkatúak (Apocrita) alrendjébe sorolt hangyák (Formicidae) családjában a barázdáshangya-rokonúak (Ponerini) nemzetségének egyik neme alig féltucat fajjal.

## Származása, elterjedése
Fajai Dél-és Délkelet-Ázsiában élnek.

## Megjelenése, felépítése
A poneromorf hangyák közé tartozik (Tartally). Jellegzetesek kaszához hasonlóan hosszú, alig ívelt rágói. A konvergens evolúció eredményeképpen megjelenése igen hasonló az Ausztráliában élő vörös buldoghangya (Myrmecia) nem hangyáira — ennek megfelelően szemei feltűnően nagyok. Dolgozóinak van spermatasakja; ez a poneromorf fajok között nem ritkaság.

## Életmódja, élőhelye
A többi poneromorf hangyához hasonlóan valamennyi faja ragadozó; csaknem kizárólag más rovarokra vadászik. (Tartally). Eközben a ragadozó hangyák nagy többségétől eltérően nem annyira szagnyomokat követ, hanem a vörös buldoghangyához (Myrmecia) hasonlóan főleg látására hagyatkozik. Az elejtett prédát nyersen hurcolja be a fészekbe, mivel — ugyancsak a vörös buldoghangyához hasonlóan — emésztőrendszere előemésztésre nem alkalmas.
Neve arra utal, hogy jól ugrik. Az indiai ugróhangya (Harpegnathos saltator) szöcskeként ágról ágra ugrálva nagyobb távolságokat tehet meg. Ehhez nem a lábaival rugaszkodik el, hanem a tora alá görbíti a fejét, és ebből a helyzetből pattan esetenként akár egy métert is (Urania 301. old.).
Lárváik kokonban bábozódnak. de a kokont nem tudják megszőni, ha a dolgozók nem hordanak köréjük törmeléket, például egy kevés tőzeget (Tartally).

### Szaporodása
Ha a királynő elpusztul, a dolgozók dominanciaharcba kezdenek, majd a domináns egyed elkezd petézni (ú.n. „gamergate” lesz belőle). Később jó eséllyel párosodik is egy, lehetőleg más bolyból származó hímmel (ilyen hiányában a terméketlen petéiből kikeltek egyikével), és innen fogva ismét képesek dolgozókat vagy akár királynőket is kinevelni.

## Fordítás
Ez a szócikk részben vagy egészben  a   Harpegnathos című angol Wikipédia-szócikk ezen változatának fordításán alapul.  Az eredeti cikk szerkesztőit annak laptörténete sorolja fel. Ez a jelzés csupán a megfogalmazás eredetét és a szerzői jogokat jelzi, nem szolgál a cikkben szereplő információk forrásmegjelöléseként.